# Colotois montanaria
Colotois montanaria är en fjärilsart som beskrevs av Stättermayer 1930. Colotois montanaria ingår i släktet Colotois och familjen mätare. Inga underarter finns listade i Catalogue of Life.